# Einheitliche Behördenrufnummer

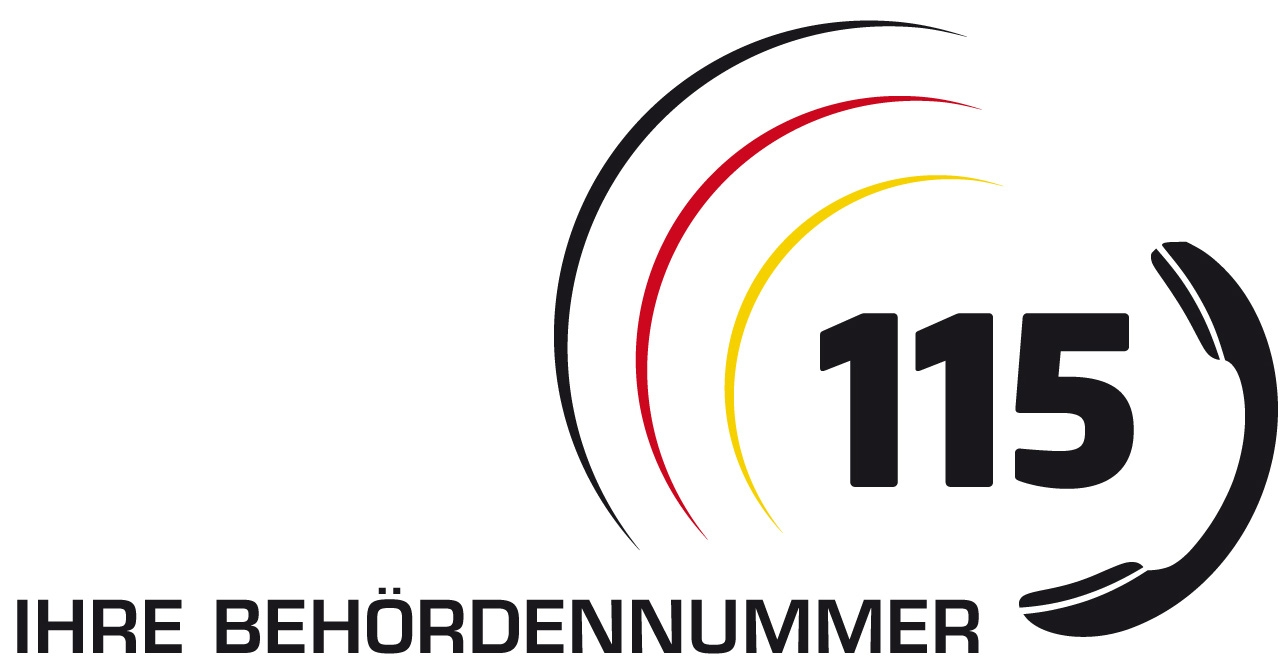
Logo

Mit der Behördennummer 115 erhält man in Deutschland einen direkten Zugang zu Auskünften über Leistungen der öffentlichen Verwaltung. Seit Mai 2019 ist die Telefon-Rufnummer 115, auch Bürgertelefon bzw. -hotline genannt (gemeint ist die deutsche Implementierung eines behördenübergreifenden Bürgertelefons), flächendeckend in allen Bundesländern erreichbar.

## Konzeption

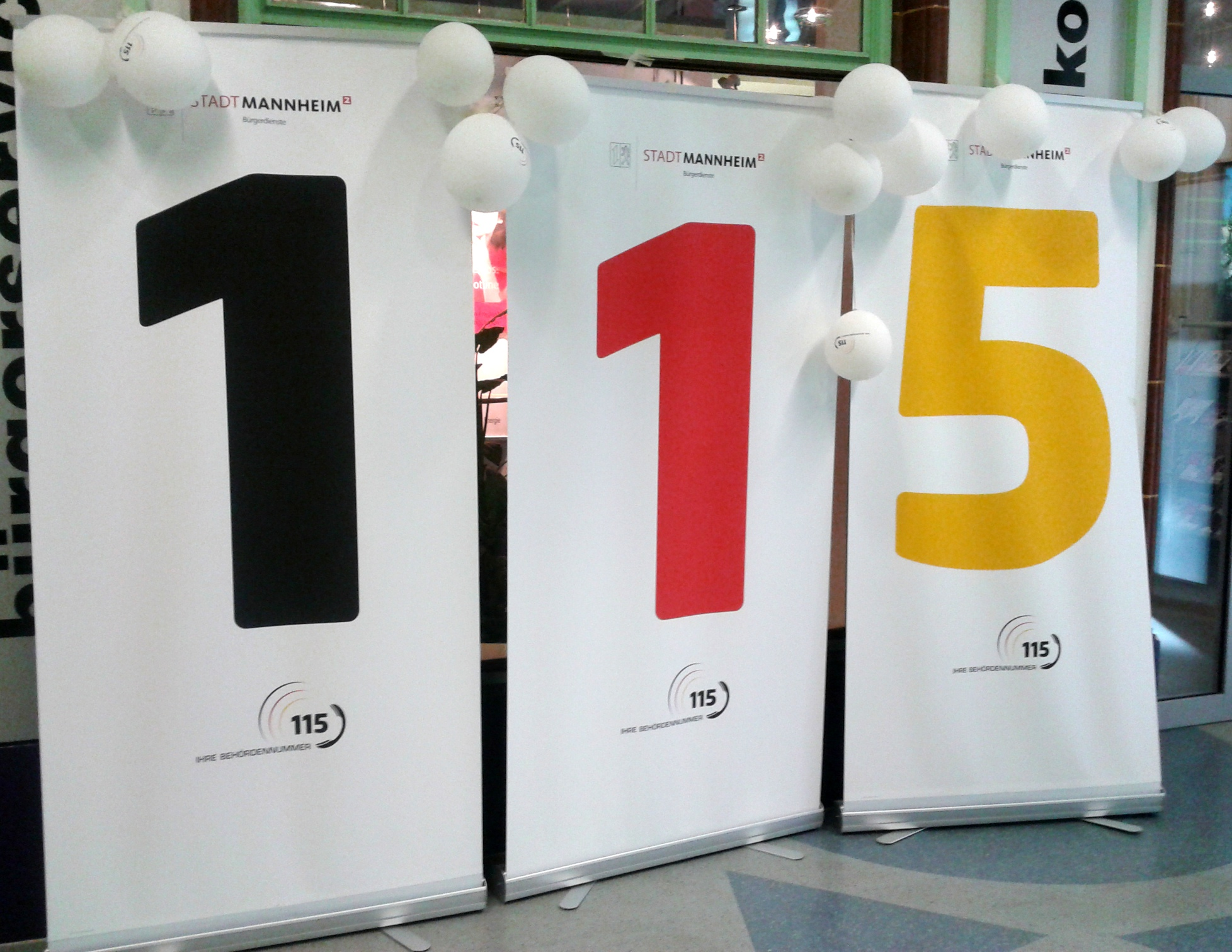
Werbung für die 115 in einem Bürgerdienst der Stadt Mannheim.

Unter der Kurznummer 115 werden telefonische Bürgerservices von Gemeinden sowie von Landes- und Bundesbehörden vernetzt, so dass Auskünfte zu Verwaltungsanliegen – zum Beispiel Öffnungszeiten verschiedener Behörden, Zuständigkeiten für bestimmte Anliegen oder Informationen über Themen wie Eheschließung, Kinderbetreuung, Einbürgerung etc. – alle unter dieser Nummer erbeten werden können. 75 Prozent der 115-Anrufe werden innerhalb von 30 Sekunden durch eine Mitarbeiterin oder einen Mitarbeiter angenommen und 65 Prozent der Anliegen sollen beim ersten Anruf direkt beantwortet werden, so lautet das Serviceversprechen des 115-Verbunds. Anfragen, die nicht sofort bearbeitet werden können, sollen an den zuständigen Ansprechpartner auf kommunaler, Landes- oder Bundesebene weitergeleitet werden. Vorbild für die Behördennummer ist der New Yorker Bürgerservice mit der Telefonnummer 311.

## Entwicklung
Im Frühjahr 2007 begannen die Planungen für das Projekt D115. Im Dezember 2007 wurde die Rufnummer 115 von der Bundesnetzagentur zugeteilt und im September 2008 das von Experten aus Kommunen, Ländern und Bund entwickelte D115-Feinkonzept veröffentlicht. Es definierte die Rahmenbedingungen für den Testbetrieb und den sich daran anschließenden Pilotbetrieb der Rufnummer.
Am 24. März 2009 startete in mehreren Modellregionen der Pilotbetrieb, unter anderem in Berlin, Hamburg, Oldenburg und großen Teilen Nordrhein-Westfalens. Nach und nach kamen weitere Regionen hinzu. Der Pilotbetrieb endete am 14. April 2011 und wurde damit in den Regelbetrieb übergeführt.
Im Dezember 2009 vereinbarten der Bund und die kommunalen Spitzenverbände, dass die Rufnummer 115 künftig in ganz Deutschland erreichbar sein soll. Seit Mai 2019 ist die Behördennummer flächendeckend in allen Bundesländern erreichbar. 
Für die Systeme, deren Kommunikation und Portale wurde der XÖV-Standard (XML in der öffentlichen Verwaltung), insbesondere den föderalen IT-Datenstandard XZuFi für den Produkt- und Herstellerunabhängigen Austausch von Informationen, entwickelt.

## Gebühren und Verfügbarkeit

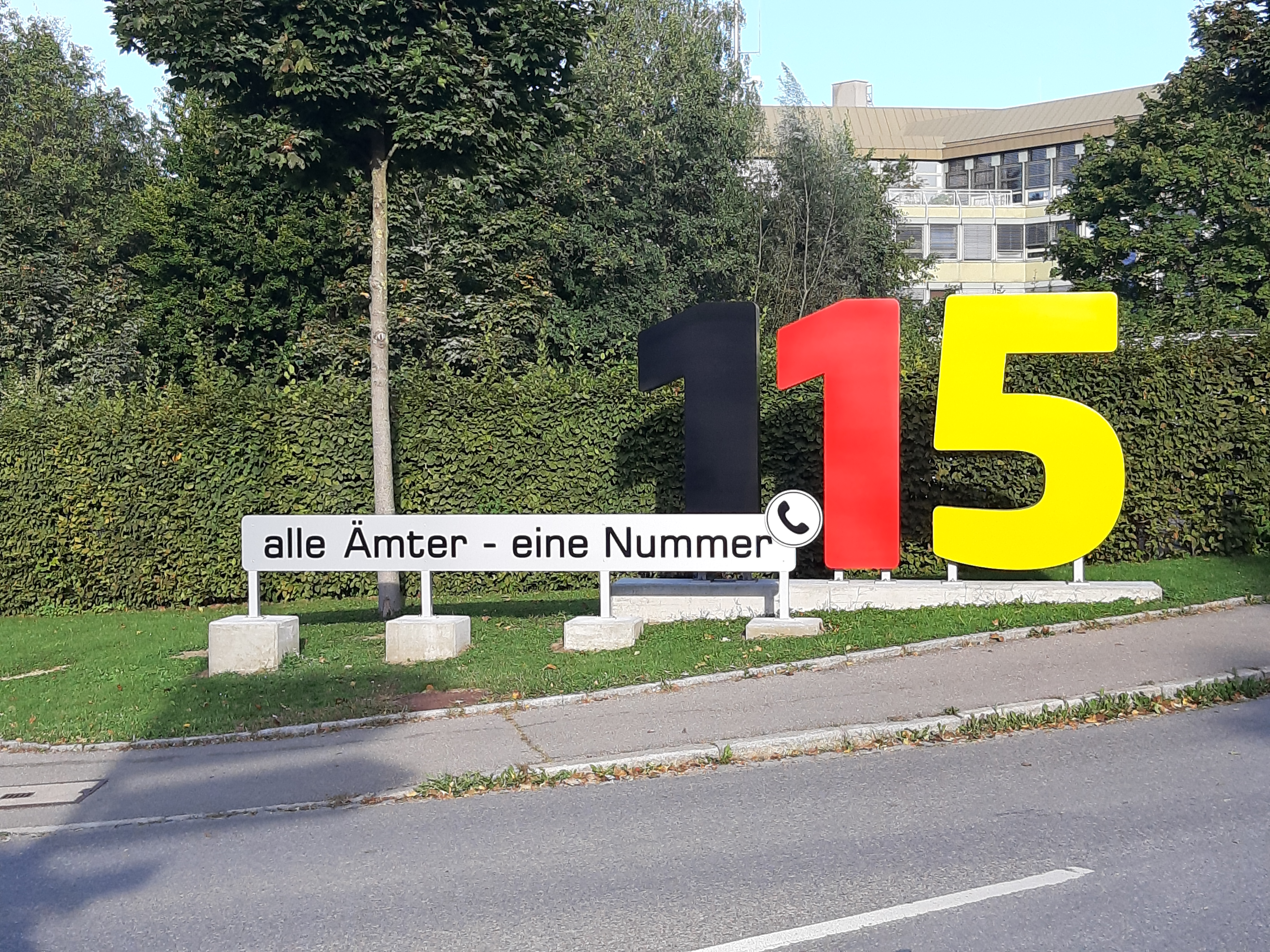
Die „115“ vor dem Landratsamt Bodenseekreis in Friedrichshafen.

Die Behördenrufnummer 115 ist montags bis freitags zwischen 8 und 18 Uhr erreichbar. Der Service ist grundsätzlich kostenpflichtig und wird unterschiedlich tarifiert: Die 115 ist in der Regel im Inland zum Festnetztarif erreichbar und in vielen Flatrates enthalten. Fünfzehn Bundesländer (außer Bayern, die Stadt München ist jedoch voll in die Behördenrufnummer 115 integriert), über 550 Kommunen und 88 Bundesbehörden (Stand 2024) nehmen an der 115 teil. Die Rufnummer ist grundsätzlich aber bundesweit, also auch in Bayern, erreichbar. Generell kostenfrei ist die Nummer für Gebärdensprachler per SIP-URI, die Erreichbarkeit über die SIP-URI für die regulären Dienste wurde – obwohl im technischen Standard bei IP-Telefonie regulär vorgesehen – bislang nicht implementiert.
Über die 115 sollen allgemeine Informationen und Leistungen der öffentlichen Verwaltung möglichst allen Bürgern zugänglich gemacht werden. Gehörlosen und hörbehinderten Menschen stehen über besondere Rufnummern ein Callcenter für Schreibtelefonie, ein ISDN-Bildtelefon oder ein Internettelefon mit Videokommunikation zur Verfügung. Während das Schreibtelefon nur über eine 0180-5-Sonderrufnummer erreichbar ist, ist das Gebärdensprachtelefon über eine kostenlose SIP-Adresse anwählbar. Anfragen an das Gebärdensprachtelefon gehen an einen externen Dienstleister des Bundesministeriums für Arbeit und Soziales, wo für Auskünfte eine 115-Wissensdatenbank zur Verfügung steht.